# (49382) Lynnokamoto
(49382) Lynnokamoto ist ein im Hauptgürtel gelegener Asteroid, der am 12. Dezember 1998 vom amerikanischen Astronomen Roy Tucker am Goodricke-Pigott-Observatorium (IAU-Code 683) in Tucson in Arizona entdeckt wurde.
Der Asteroid wurde am 31. März 2018 nach dem japanischen Mangaka Lynn Okamoto (* 1970) benannt, dessen bekannteste Arbeit die Mangareihe Elfen Lied ist.
Der Asteroid gehört zur Adeona-Familie, einer Gruppe von Asteroiden, die nach (145) Adeona benannt ist.